# Zé do Periquito
Zé do Periquito é um filme brasileiro de 1960, do gênero comédia, produzido pela PAM FIlmes, estrelado e dirigido por Mazzaropi. As filmagens ocorreram nos Estúdios da Vera Cruz, com locações na cidade de Itapecerica da Serra, Santos e São Vicente. Conta com números musicais de Mazzaropi, Agnaldo Rayol e Hebe Camargo, Cely Campello, Tony Campello, George Freedman e Paulo Molin.

## Sinopse
Zenó, um pobre jardineiro de um colégio secundário grã-fino se apaixona por Carmem, uma das alunas, que gosta dele também. O estudante playboy Acácio assedia Carmem e provoca os ciúmes de Olinda, amiga de Carmem, que contrata o estudante trapaceiro Mexirico para separar os dois. 
Mexirico convence Zenó a pedir Carmem em namoro mas o jardineiro acha que deverá ficar rico antes de fazer isso. Ele deixa o colégio e vai para outra cidade, trabalhar como homem do realejo. Graças a esperta mendiga Pelanca, Zenó descobre as sujeiras dos habitantes e as escreve nos cartões escolhidos pelo periquito, que ganha fama de "vidente". Toda a população da cidade compra os cartões para saber o que está acontecendo e com isso ele fica rico e volta com um belo carro e um saco de dinheiro, pede Carmen em casamento, com o apoio de Miguel, o pai da moça que está arruinado. Carmem não gosta da imposição do pai mas aceita se casar. Mexirico e sua turma continuarão a provocar diversas confusões, perturbando ainda mais o casamento de Zenó e Carmem.

## Elenco
| Elenco                | Papel                           |
| Amácio Mazzaropi      | Zenó, o Zé do Periquito         |
| Geny Prado            | Pelanca                         |
| Roberto Duval         | Seu Miguel                      |
| Nena Viana            | D. Josefa                       |
| Carlos Garcia         | Acácio                          |
| Amélia Bittencourt    | Carmem                          |
| Augusto César Vanucci | Mexirico                        |
| Maria Helena Dias     | Olinda                          |
| Eugênio Kusnet        | Professor                       |
| Augusto César Vanucci |                                 |
| Ida Barros            |                                 |
| Genésio Arruda        | Maestro                         |
| Marlene Rocha         |                                 |
| Hamilton Saraiva      |                                 |
| Anita Sorrento        | convidada da festa de casamento |
| Argeu Ferrari         |                                 |
| Ely Nida              |                                 |
| Irma Rodrigues        |                                 |
| Faria Magalhães       |                                 |
| Maria Luiza           |                                 |
| Hermes Câmara         |                                 |
| Jacira Sampaio        | noiva                           |
| José Soares           |                                 |
| Mônica Waleska        |                                 |
| Kléber Afonso         | gerente do banco                |
| Noemia Marcondes      |                                 |
| Marcelo Bitencourt    |                                 |
| Olinda Fernandes      |                                 |
| Natal Sauba           |                                 |